# Submarino chino 361
El submarino número 361 llamado Gran Muralla #61 (长城61号) era un submarino diésel/eléctrico convencional tipo 035AIP (variante ES5E) de la Armada del Ejército Popular de Liberación de China (nombre de identificación de la OTAN: Ming III) . En abril de 2003, durante un ejercicio militar en el Mar Amarillo entre Corea del Norte y la provincia china de Shandong, el barco sufrió una falla mecánica que mató a los 70 miembros de la tripulación a bordo. Fue uno de los peores desastres militares en tiempos de paz de China. El Comandante Shi Yunsheng y el Comisario Político de la Armada del Ejército Popular de Liberación, Yang Huaiqing, fueron despedidos como resultado del accidente.
Según la agencia oficial de noticias china Xinhua, los 70 miembros de la tripulación murieron cuando el motor diesel del submarino agotó todo el oxígeno disponible (porque no se había apagado correctamente) mientras el barco estaba sumergido el 16 de abril de 2003. El submarino, que estaba comandado por el comodoro Cheng Fuming (程福明), había estado participando en ejercicios navales al este de las Islas Changshan interiores en el Mar Amarillo frente a la costa del noreste de China. Junto con su complemento normal, la tripulación incluía 13 cadetes en formación de la academia naval china.
Después del desastre, el submarino averiado estuvo a la deriva durante diez días porque estaba en un ejercicio silencioso sin contacto. El barco fue descubierto por pescadores chinos que notaron que su periscopio sobresalía de la superficie el 25 de abril de 2003. La tripulación estaba desplomada en sus puestos, aparentemente habiendo muerto antes de darse cuenta de cualquier problema.
En una conferencia de prensa el 8 de mayo de 2003, el portavoz del Ministerio de Relaciones Exteriores, Zhang Qiyue, declaró que mientras realizaba un ejercicio al este de las islas Changshan, el submarino No. 361 quedó incapacitado por un problema mecánico y los 70 a bordo habían perecido. El submarino había sido remolcado a un puerto en el momento de la conferencia de prensa. El submarino fue inicialmente remolcado al puerto de Yulin cerca de Sanya en la isla de Hainan antes de ser llevado de vuelta al puerto marítimo nororiental de Dalian en la provincia de Liaoning.
Al parecer la causa del accidente fue que cuando la batería del sumergible se estaba agotando, el submarino salió a la superficie con una abertura de ventilación para el oxígeno, que fue consumido en gran medida por los motores diesel de carga. Al mismo tiempo, se levantó una ola de mar y el agua de mar comenzó a fluir hacia el conducto de ventilación que se abrió automáticamente para evitar inundaciones. No había un solo dispositivo en el submarino para detectar un nivel bajo de oxígeno y la tripulación se asfixió debido a que los motores diésel consumieron todo el oxígeno presente en el submarino.

## Investigación oficial
Según la investigación oficial la secuencia de lo ocurrido es aproximadamente la siguiente:
- El accidente se produjo el 16 de abril de 2003, cuando el submarino regresaba a la base de Weihai en Qingdao, y la causa fue la necesidad de recargar los distintos sistemas del submarino. Según el procedimiento, el almacenamiento de energía requiere encender un generador diesel, y cuando el generador se enciende, consumirá mucho oxígeno en el barco. Un peligro oculto en su diseño es que el sistema de oxígeno está conectado al aire dentro del barco, por lo que el submarino necesita flotar cerca de la superficie del mar y abrir la parte que sobresale. El canal de entrada de aire retráctil hace que su abertura entre completamente en contacto con la atmósfera y luego inhala aire.
- La investigación encontró que cuando ocurrió el accidente, la válvula del conducto de entrada de aire no estaba abierta debido a un fallo mecánico. Sin arreglar los problemas de seguridad, el motor diésel arrancó directamente y luego consumió rápidamente el oxígeno del barco. Los datos relevantes obtenidos posteriormente mostraron que el oxígeno en el barco se consumió básicamente por completo en casi dos minutos y el personal de seguridad no respondió de inmediato.
- Al mismo tiempo, el barco estaba realizando un entrenamiento "silencioso" y según la orden se cortó la comunicación con el exterior del barco, por lo que las personas que se encontraban fuera del barco no pudieron detectar el accidente a tiempo. Según el procedimiento, en ese momento todas las tapas de las escotillas estaban cerradas y debido a la desaparición del oxígeno se produjo una diferencia de presión entre el interior y el exterior del barco. Bajo presión negativa, la escotilla es extremadamente difícil de abrir desde adentro hacia afuera, incluso si uno está consciente. Entonces, después de perder el oxígeno vital durante más de diez minutos, todas las personas en el sumegible murieron asfixiadas.[9]